# CD Badajoz
Club Deportivo Badajoz je španělský fotbalový klub sídlící ve městě Badajoz v autonomním společenství Extremadura. Klub byl založen v roce 1905, zanikl v roce 2012 kvůli dluhům ve výši 70 000 eur. Ve stejném roce byl obnoven příznivci klubu pod názvem Club Deportivo Badajoz 1905.
Své domácí zápasy hraje klub na stadionu Estadio Nuevo Vivero s kapacitou 15 598 diváků.

## Historie
Klub byl založen v roce 1905 po sloučení dvou místních celků, Racingu a Sportu. Ovšem teprve v roce 1931 se stal klub pravidelným členem španělských vrcholových soutěží, když jim mecenáš Francisco Fernandes Marquesta zaplatil jejich první hřiště - pojmenované El Vivero.
Badajoz hrál většinu své historie na pomezí Tercera División a Segunda División, jeho nejúspěšnější období je bezesporu nepřetržité jedenáctileté působení ve druhé nejvyšší soutěži v 90. letech 20. století. Po sestupu v sezóně 2002/03 nastal prudký pád, který se zastavil opět v Tercera División.
V létě roku 2012 klub administrativně sestoupil z Segunda División B, kvůli dluhům ve výši 70 000 eur, klub se poté nepřihlásil ani o soutěž níže a byl následně zlikvidován. Nedlouho po zániku byl ve stejném roce obnoven příznivci klubu pod názvem Club Deportivo Badajoz 1905, obnovený klub byl přihlášen do poslední regionální soutěže v Extremaduře (6. nejvyšší soutěž).

## Historické názvy
- 1905 – SC Liceo (Sporting Club del Liceo)
- 1908 – CS Pacense (Club Sportivo Pacense)
- 1910 – Badajoz SC (Badajoz Sporting Club)
- 1915 – SC Badajoz (Sport Club Badajoz)
- 1936 – Badajoz FC (Badajoz Foot-ball Club)
- 1939 – SC Badajoz (Sport Club Badajoz)
- 1941 – CD Badajoz (Club Deportivo Badajoz)
- 2012 – CD Badajoz 1905 (Club Deportivo Badajoz 1905)

## Umístění v jednotlivých sezonách
Legenda: Z - zápasy, V - výhry, R - remízy, P - porážky, VG - vstřelené góly, OG - obdržené góly, +/- - rozdíl skóre, B - body, červené podbarvení - sestup, zelené podbarvení - postup, světle fialové podbarvení - přesun do jiné soutěže
| Sezóny  | Liga                                       | Úroveň | Z   | V   | R   | P   | VG  | OG  | B    | +/- | Pozice |
| ------- | ------------------------------------------ | ------ | --- | --- | --- | --- | --- | --- | ---- | --- | ------ |
| 1940/41 | Tercera División – sk. B3                  | 3      | 6   | 2   | 1   | 3   | 9   | 12  | -3   | 5   | 3.     |
| 1941/42 | Regional Preferente de Extremadura – sk. ? | 4      | ... | ... | ... | ... | ... | ... | ...  | ... |        |
| 1942/43 | Regional Preferente de Extremadura – sk. ? | 4      | ... | ... | ... | ... | ... | ... | ...  | ... |        |
| 1943/44 | Tercera División – sk. VI                  | 3      | 18  | 12  | 3   | 3   | 48  | 14  | +34  | 27  | 2.     |
| 1944/45 | Tercera División – sk. VII                 | 3      | 18  | 11  | 4   | 3   | 46  | 22  | +24  | 26  | 1.     |
| 1945/46 | Tercera División – sk. IX                  | 3      | 18  | 12  | 3   | 3   | 46  | 24  | +22  | 27  | 1.     |
| 1946/47 | Tercera División – sk. X                   | 3      | 18  | 10  | 5   | 3   | 43  | 17  | +26  | 25  | 3.     |
| 1947/48 | Tercera División – sk. VI                  | 3      | 26  | 16  | 2   | 8   | 79  | 39  | +40  | 34  | 3.     |
| 1948/49 | Tercera División – sk. IV                  | 3      | 26  | 12  | 2   | 12  | 57  | 44  | +13  | 26  | 6.     |
| 1949/50 | Tercera División – sk. V                   | 3      | 34  | 13  | 4   | 17  | 63  | 79  | -16  | 30  | 13.    |
| 1950/51 | Tercera División – sk. IV                  | 3      | 30  | 15  | 3   | 12  | 71  | 60  | +11  | 33  | 5.     |
| 1951/52 | Tercera División – sk. IV                  | 3      | 30  | 15  | 3   | 12  | 61  | 50  | +11  | 33  | 7.     |
| 1952/53 | Tercera División – sk. IV                  | 3      | 26  | 19  | 3   | 4   | 99  | 32  | +67  | 41  | 1.     |
| 1953/54 | Segunda División – sk. II                  | 2      | 30  | 11  | 8   | 11  | 66  | 55  | +11  | 30  | 9.     |
| 1954/55 | Segunda División – sk. II                  | 2      | 30  | 14  | 3   | 13  | 51  | 60  | -9   | 31  | 8.     |
| 1955/56 | Segunda División – sk. II                  | 2      | 30  | 11  | 5   | 14  | 38  | 49  | -11  | 27  | 10.    |
| 1956/57 | Segunda División – sk. II                  | 2      | 38  | 18  | 5   | 15  | 67  | 64  | +3   | 41  | 7.     |
| 1957/58 | Segunda División – sk. II                  | 2      | 34  | 14  | 7   | 13  | 57  | 52  | +5   | 35  | 7.     |
| 1958/59 | Segunda División – sk. II                  | 2      | 30  | 9   | 9   | 12  | 44  | 52  | -8   | 27  | 14.    |
| 1959/60 | Segunda División – sk. II                  | 2      | 30  | 7   | 4   | 19  | 37  | 66  | -29  | 18  | 16.    |
| 1960/61 | Tercera División – sk. XIV                 | 3      | 32  | 18  | 7   | 7   | 72  | 37  | +35  | 43  | 3.     |
| 1961/62 | Tercera División – sk. XIV                 | 3      | 30  | 10  | 6   | 14  | 49  | 49  | 0    | 26  | 12.    |
| 1962/63 | Tercera División – sk. XIV                 | 3      | 30  | 19  | 1   | 10  | 59  | 31  | +28  | 39  | 3.     |
| 1963/64 | Tercera División – sk. XV                  | 3      | 28  | 16  | 6   | 6   | 68  | 33  | +35  | 38  | 3.     |
| 1964/65 | Tercera División – sk. XV                  | 3      | 30  | 17  | 9   | 4   | 69  | 26  | +43  | 43  | 1.     |
| 1965/66 | Segunda División – sk. II                  | 2      | 30  | 4   | 8   | 18  | 22  | 58  | -36  | 16  | 16.    |
| 1966/67 | Tercera División – sk. XV                  | 3      | 34  | 23  | 8   | 3   | 105 | 13  | +92  | 54  | 1.     |
| 1967/68 | Segunda División – sk. I                   | 2      | 30  | 10  | 2   | 18  | 31  | 52  | -221 | 22  | 13.    |
| 1968/69 | Tercera División – sk. VIII                | 3      | 38  | 16  | 2   | 10  | 57  | 40  | +17  | 44  | 6.     |
| 1969/70 | Tercera División – sk. VIII                | 3      | 38  | 21  | 7   | 10  | 80  | 48  | +32  | 49  | 4.     |
| 1970/71 | Tercera División – sk. IV                  | 3      | 38  | 14  | 9   | 15  | 47  | 49  | -2   | 37  | 12.    |
| 1971/72 | Tercera División – sk. IV                  | 3      | 38  | 16  | 7   | 15  | 55  | 51  | +4   | 39  | 8.     |
| 1972/73 | Tercera División – sk. IV                  | 3      | 38  | 20  | 5   | 13  | 52  | 35  | +17  | 45  | 3.     |
| 1973/74 | Tercera División – sk. IV                  | 3      | 38  | 13  | 10  | 15  | 39  | 49  | -10  | 36  | 12.    |
| 1974/75 | Tercera División – sk. IV                  | 3      | 38  | 16  | 8   | 14  | 59  | 45  | +14  | 40  | 9.     |
| 1975/76 | Tercera División – sk. IV                  | 3      | 38  | 12  | 11  | 15  | 46  | 43  | +3   | 35  | 14.    |
| 1976/77 | Tercera División – sk. IV                  | 3      | 36  | 16  | 8   | 12  | 47  | 50  | -3   | 40  | 6.     |
| 1977/78 | Segunda División B – sk. II                | 3      | 38  | 13  | 8   | 17  | 42  | 43  | -1   | 34  | 15.    |
| 1978/79 | Segunda División B – sk. II                | 3      | 38  | 14  | 3   | 21  | 42  | 53  | -11  | 31  | 16.    |
| 1979/80 | Segunda División B – sk. II                | 3      | 38  | 13  | 13  | 12  | 45  | 50  | -5   | 39  | 10.    |
| 1980/81 | Segunda División B – sk. II                | 3      | 38  | 16  | 11  | 11  | 38  | 28  | +10  | 43  | 6.     |
| 1981/82 | Segunda División B – sk. II                | 3      | 38  | 11  | 10  | 17  | 38  | 46  | -8   | 32  | 17.    |
| 1982/83 | Segunda División B – sk. II                | 3      | 38  | 19  | 3   | 16  | 47  | 33  | +14  | 41  | 8.     |
| 1983/84 | Segunda División B – sk. II                | 3      | 38  | 20  | 5   | 13  | 42  | 30  | +12  | 45  | 4.     |
| 1984/85 | Segunda División B – sk. II                | 3      | 38  | 10  | 10  | 18  | 40  | 50  | -10  | 30  | 19.    |
| 1985/86 | Tercera División – sk. XIV                 | 4      | 38  | 32  | 4   | 2   | 110 | 10  | +100 | 68  | 1.     |
| 1986/87 | Tercera División – sk. XIV                 | 4      | 38  | 29  | 4   | 5   | 132 | 22  | +110 | 62  | 2.     |
| 1987/88 | Segunda División B – sk. III               | 3      | 38  | 20  | 9   | 9   | 50  | 36  | +14  | 49  | 2.     |
| 1988/89 | Segunda División B – sk. III               | 3      | 38  | 21  | 7   | 10  | 60  | 33  | +27  | 49  | 4.     |
| 1989/90 | Segunda División B – sk. III               | 3      | 38  | 16  | 13  | 9   | 34  | 23  | +11  | 45  | 6.     |
| 1990/91 | Segunda División B – sk. III               | 3      | 38  | 22  | 12  | 4   | 72  | 23  | +49  | 56  | 1.     |
| 1991/92 | Segunda División B – sk. IV                | 3      | 38  | 23  | 7   | 8   | 71  | 30  | +41  | 53  | 2.     |
| 1992/93 | Segunda División                           | 2      | 38  | 14  | 8   | 16  | 37  | 36  | +1   | 36  | 11.    |
| 1993/94 | Segunda División                           | 2      | 38  | 12  | 11  | 15  | 45  | 46  | -1   | 35  | 11.    |
| 1994/95 | Segunda División                           | 2      | 38  | 9   | 16  | 13  | 32  | 40  | -8   | 34  | 14.    |
| 1995/96 | Segunda División                           | 2      | 38  | 18  | 8   | 12  | 48  | 31  | +17  | 62  | 6.     |
| 1996/97 | Segunda División                           | 2      | 38  | 15  | 15  | 8   | 38  | 26  | +12  | 60  | 6.     |
| 1997/98 | Segunda División                           | 2      | 42  | 16  | 15  | 11  | 48  | 37  | +11  | 63  | 6.     |
| 1998/99 | Segunda División                           | 2      | 42  | 12  | 15  | 15  | 35  | 39  | -4   | 51  | 14.    |
| 1999/00 | Segunda División                           | 2      | 42  | 9   | 24  | 9   | 38  | 39  | -1   | 51  | 16.    |
| 2000/01 | Segunda División                           | 2      | 42  | 10  | 21  | 11  | 34  | 38  | -4   | 51  | 14.    |
| 2001/02 | Segunda División                           | 2      | 42  | 15  | 8   | 19  | 43  | 52  | -9   | 53  | 12.    |
| 2002/03 | Segunda División                           | 2      | 42  | 10  | 8   | 24  | 34  | 71  | -37  | 38  | 22.    |
| 2003/04 | Segunda División B – sk. IV                | 3      | 38  | 18  | 10  | 10  | 54  | 45  | -9   | 64  | 4.     |
| 2004/05 | Segunda División B – sk. IV                | 3      | 38  | 14  | 11  | 13  | 50  | 43  | +7   | 53  | 7.     |
| 2005/06 | Segunda División B – sk. IV                | 3      | 38  | 15  | 9   | 14  | 36  | 34  | +2   | 54  | 7.     |
| 2006/07 | Tercera División – sk. XIV                 | 4      | 38  | 17  | 7   | 14  | 50  | 34  | +16  | 58  | 7.     |
| 2007/08 | Tercera División – sk. XIV                 | 4      | 38  | 16  | 10  | 12  | 54  | 39  | +15  | 58  | 8.     |
| 2008/09 | Tercera División – sk. XIV                 | 4      | 38  | 15  | 14  | 9   | 54  | 38  | +16  | 59  | 5.     |
| 2009/10 | Tercera División – sk. XIV                 | 4      | 38  | 32  | 5   | 1   | 108 | 18  | +90  | 101 | 1.     |
| 2010/11 | Segunda División B – sk. I                 | 3      | 38  | 12  | 11  | 15  | 41  | 44  | -3   | 47  | 15.    |
| 2011/12 | Segunda División B – sk. IV                | 3      | 38  | 14  | 8   | 16  | 60  | 58  | +2   | 50  | 12.    |
| 2012/13 | Primera Regional de Extremadura – sk. I    | 6      | ... | ... | ... | ... | ... | ... | ...  | ... | 1.     |
| 2013/14 | Regional Preferente de Extremadura – sk. ? | 5      | ... | ... | ... | ... | ... | ... | ...  | ... | 1.     |
| 2014/15 | Tercera División – sk. XIV                 | 4      | 38  | 23  | 8   | 7   | 71  | 31  | +40  | 77  | 4.     |
| 2015/16 | Tercera División – sk. XIV                 | 4      | 38  |     |     |     |     |     |      |     |        |